# Эносимская морская свеча
Эносимская морская свеча (яп. 江の島シーキャンドル, англ. Enoshima Sea Candle) — маяк и наблюдательная башня на острове Эносима,Япония. Башня расположена на территории сада Сэмюэля Кокинга. Высота башни от основания — 59,8 метров, над уровнем моря — 119,6 метров.
Башня была построена в честь столетнего юбилея компании Enoshima Electric Railway, которой она принадлежит. Строительство было закончено 31 декабря 2002 года. Башня располагается недалеко от уже имеющегося маяка, который стоял на острове с 1951 года (был демонтирован в декабре 2002 года). 29 апреля 2003 года комплекс строений был открыт для посетителей. В 2004 году башня получила премию Good Design Award.
На вершине башни расположен фонарь (маяк), который мигает каждые десять секунд и виден на расстоянии 46 километров, ниже расположена панорамная наблюдательная площадка. Цвет подсветки башни меняется в зависимости от времён года: зелёный весной, синий летом, оранжевый и жёлтый осенью и пурпурный зимой.